# Грачёв, Виктор Васильевич
Виктор Васильевич Грачёв (1923—1996) — советский хозяйственный, государственный и политический деятель, Герой Социалистического Труда. Лауреат Ленинской премии.

## Биография
Родился 16 марта 1923 года в деревне Мисайлово (позднее стала входить в Ленинский район Московской области). Из крестьян.
В 1940 году окончил среднюю школу и поступил в Московский механико-машиностроительный институт. После начала Великой Отечественной войны призван в РККА и направлен в Гомельскую военную авиационную аэрофотограмметрическую школу, эвакуированную в пос. Давлеканово Башкирской АССР.
После её окончания в мае 1942 году направлен в Заполярье. Служил старшим диспетчером 122-й авиационной истребительной дивизии ПВО. Награждён орденом Красной Звезды, медалями «За боевые заслуги», «За оборону Советского Заполярья».
В 1945 году демобилизовался и поступил в Московское высшее техническое училище имени Н. Э. Баумана. После его окончания (1951) направлен в Днепропетровск инженером-конструктором на завод № 586.
С марта 1952 года — инструктор машиностроительного отдела областного комитета Компартии Украины.
В октябре 1953 года вернулся на завод на должность старшего инженера отдела № 101 (сопровождение серийного производства ракет), на базе которого в 1954 году создано Особое конструкторское бюро № 586 (ОКБ-586). С мая 1955 года ведущий конструктор по первой ракете Р-12.
С 1959 года заместитель главного конструктора (М. К. Янгеля) по испытаниям. Участвовал в разработке ракетных комплексов стратегического назначения.
Указом Президиума Верховного Совета СССР от 17 июня 1961 года за выдающиеся заслуги в создании образцов ракетной техники и обеспечении успешного полета человека в космическое пространство присвоено звание Героя Социалистического Труда.
С 1962 года заместитель Главного конструктора — начальник Комплекса испытаний. Был руководителем испытаний 19 ракетных комплексов.
С 1991 года находился на пенсии.
Жил в Днепропетровске. Умер 6 февраля 1996 года.
Лауреат Ленинской премии (1967) и Государственной премии СССР (1977).